# تريبيونال (محطة مترو أنفاق مدريد)
تريبيونال (بالإسبانية: Tribunal)‏ هي محطة مترو أنفاق في مدريد في إسبانيا، تقع على الخط رقم 1,10.